# Krzywowólka
Krzywowólka (pronunciación en polaco: /kʂɨvɔˈvulka/) es un pueblo ubicado en el distrito administrativo de Gmina Sławatycze, dentro del distrito de Biała Podlaska, voivodato de Lublin, en Polonia oriental, cercano a la frontera con Bielorrusia. Se encuentra aproximadamente a 8 kilómetros al norte de Sławatycze, a 37 kilómetros al sureste de Białun Podlaska, y a 91 kilómetros al noreste de la capital regional Lublin.